# Nauheimer Fibel

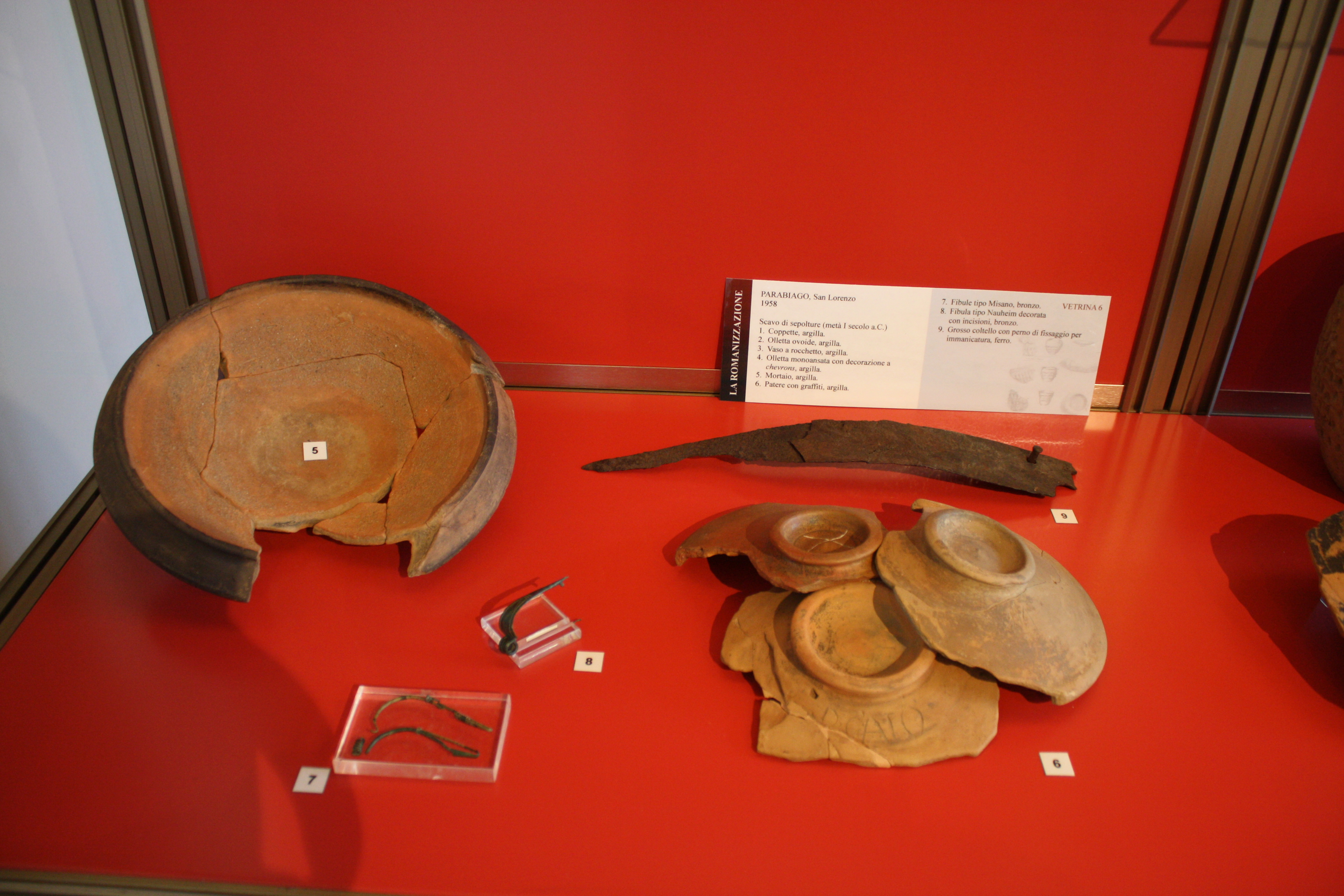
Römischer Fundkomplex aus Norditalien mit Nauheimer Fibel (mittig, Nr. 8)

Die Nauheimer Fibel ist eine Form von Gewandspangen (Fibeln) zum Zusammenhalten der Kleidung, die in der späten Latènezeit genutzt wurde. Diese Fibelform ist nach dem hessischen Bad Nauheim benannt, da sie dort bei der Erforschung eines Gräberfeldes erstmals wissenschaftlich beschrieben wurde.

## Beschreibung
Die Nauheimer Fibel ist im sogenannten Spätlatèneschema ausgeführt. Solche Fibeln besitzen einen langgezogenen, meist nur leicht gewölbten Bügel und eine Spiralfeder mit nur wenigen Windungen. Fuß und Nadelhalter bestehen aus einer flachen Platte, die meist rahmenförmig durchbrochen ist. Die Fibel ist eingliedrig, also in einem Stück gearbeitet und nicht aus Einzelteilen zusammengesetzt. Bei der Nauheimer Fibel ist der Bügel bandförmig flach und länglich. Zum Fußende hin wird er sehr schmal, der breitere Kopfteil ist häufig mit Ritzlinien dekoriert. Die Schließwirkung wird durch eine Spiralfeder mit vier Windungen erzeugt.
Nauheimer Fibeln sind ein typischer Trachtbestandteil in der letzten Phase der Eisenzeit, insbesondere der Stufe Latène D, also des 2. und 1. Jahrhunderts v. Chr. Ihr Verbreitungsgebiet erstreckt sich über ganz Mitteleuropa.